# بيتي إيفرت
بيتي إيفرت (بالإنجليزية: Betty Everett) هي كاتبة غنائية ومغنية وعازفة بيانو أمريكية، ولدت في 23 نوفمبر 1939 في غرينوود في الولايات المتحدة، وتوفيت في 19 أغسطس 2001 في بلويت في الولايات المتحدة.

## وصلات خارجية
- بيتي إيفرت على موقع IMDb (الإنجليزية)
- بيتي إيفرت على موقع ميوزك برينز (الإنجليزية)
- بيتي إيفرت على موقع أول ميوزيك (الإنجليزية)
- بيتي إيفرت على موقع ديسكوغز (الإنجليزية)
- بيتي إيفرت على موقع قاعدة بيانات الفيلم (الإنجليزية)